# Aleiodes deminutus
Aleiodes deminutus är en stekelart som först beskrevs av Szepligeti 1914.  Aleiodes deminutus ingår i släktet Aleiodes och familjen bracksteklar. Inga underarter finns listade i Catalogue of Life.